# Simple Plan
Simple Plan ist eine 1999 gegründete kanadische Rockband aus Montréal. Die Gruppe veröffentlichte bislang sechs Studioalben und zwei Livealben.

## Bandgeschichte

### Gründung (1993 bis 2002)
1993 gründeten die Freunde Pierre Bouvier, Chuck Comeau, Philippe Jolicoeur und Adrian White die Band „Reset“. Mit MxPx, Ten Foot Pole und Face to Face tourten sie durch Kanada und erlangten erste Bekanntheit. Ihr Debütalbum No Worries wurde 1997 veröffentlicht. Kurz danach verließ Comeau die Band, um ans College zu gehen. Zwei Jahre später traf er seine High-School-Freunde Jeff Stinco und Sébastien Lefebvre, die in ihren eigenen Bands waren, und gründeten gemeinsam Simple Plan. Währenddessen veröffentlichte Reset ihr zweites Album mit dem Titel No Limits. Ende 1999 trafen sich Comeau und Bouvier auf einem Konzert der Gruppe Sugar Ray. Bouvier verließ kurz darauf Reset, um zu Comeau zu gehen. David Desrosiers ersetzte Bouvier bei Reset, aber er verließ die Band bereits sechs Monate später wieder, um ebenfalls bei Simple Plan zu spielen. Dies ermöglichte Bouvier, der bislang gesungen und Bass gespielt hatte, sich auf das Singen zu konzentrieren.
Der Ursprung des Namens der Band ist nicht ganz klar. Darauf angesprochen gaben die Mitglieder diverse wenig ernst gemeinte Antworten, etwa, dass die Band ein Simple Plan, ein einfacher Plan war, um keinen Job bei McDonald’s oder einem anderen Fast-Food-Restaurant zu haben. Eine tatsächliche Inspiration für den Namen könnte dagegen der Film Ein einfacher Plan gewesen sein.

### No Pads, No Helmets… Just Balls(2002 bis 2004)
Im Jahr 2002 veröffentlichte Simple Plan ihr erstes Studioalbum No Pads, No Helmets… Just Balls, aus dem die Singles I’m Just a Kid, I’d Do Anything, Addicted und Perfect ausgekoppelt wurden. Der Name des Albums ist vom Rugbysport abgeleitet.
In den Vereinigten Staaten enthielt das Album ursprünglich zwölf Stücke, das letzte war Perfect. Erweiterte und ausländische Editionen wurden in mehreren unterschiedlichen Versionen veröffentlicht und waren mit zwei zusätzlichen Songs ausgestattet. Zum Beispiel erhielt die CD in den USA die Extrasongs Grow Up und My Christmas List, während die britischen Fassung die Bonusstücke One by One und American Jesus (ein Live-Cover eines Lieds von Bad Religion) sowie die Musikvideos von I’d Do Anything und I’m Just a Kid enthielt.
Bei zwei Liedern des Albums wirkten Sänger anderer Pop-Punk-Bands mit. Bei I’d Do Anything ist Mark Hoppus von Blink-182 zu hören und bei You Don’t Mean Anything Joel Madden von Good Charlotte.
Im Veröffentlichungsjahr des Albums spielte Simple Plan mehr als 300 Konzerte und eine ausverkaufte Tournee in Japan. Der Auftritt der Band während der Vans Warped Tour im Jahr 2003, wurde für den Slasher-Film Punk Rock Splatter Massacre verwendet, in dem vier von fünf Bandmitgliedern getötet wurden. Simple Plan spielten auch auf der Warped Tour 2004 und 2005. 2003 waren sie die Vorgruppe von Avril Lavigne auf ihrer Try-to-Shut-Me-Up-Tournee. Außerdem spielten sie als Vorgruppe für Green Day und Good Charlotte.

### Still Not Getting Any(2004 bis 2008)
2004 erschien das zweite Album Still Not Getting Any …, was übersetzt so viel heißt wie: „Wir bekommen noch immer keine …“. Auf dem Album enthalten war, wie bei dem Vorgängeralbum, ein „Behind-the-Scenes“-Video. Mit dem zweiten Album konnten sie den Erfolg des ersten übertreffen.
Im Juli 2005 traten Simple Plan beim Live-8-Konzert in Barrie in Kanada auf. Mit Live 8 sollten die Staaten beim G-8-Gipfel zu einem Schuldenerlass für afrikanische Länder bewegt werden. Sie spielten dort die Lieder Shut Up, Jump, Addicted und Welcome to My Life.
Im Oktober 2005 trat die Band bei MTV Hard Rock Live auf und veröffentlichte einen Mitschnitt des Konzerts auf CD und DVD. Zusätzlich zur Show sind auf der DVD drei und auf der CD ein Bonus-Akustik-Track enthalten. Anfang 2006 setzte sich die Band für die Kampagne „Don’t Drink & Drive“ ein, so konnte man zum Beispiel nichtalkoholische Getränke bei ihren Konzerten in Deutschland zu einem günstigen Preis erwerben.

### Simple Plan(2008 bis 2010)
Am 12. Februar 2008 erschien ihr drittes Studioalbum mit dem Namen Simple Plan. Dieses gibt es in einer Standardversion mit elf Titeln sowie in einer Special-Extended-Edition mit zwei Bonus-Stücken und einer Bonus-DVD. Hierauf befinden sich Making-ofs, Livevideos sowie das Musikvideo zu When I’m Gone. Dieser Titel wurde als erste Singleauskopplung am 25. Januar veröffentlicht. Die zweite Single war Your Love Is a Lie und wurde im Frühjahr 2008 veröffentlicht. Als nächste Single folgte Save You, ein Lied von Pierre Bouvier für seinen kranken Bruder. Die Single wurde im Winter 2008/2009 in Deutschland veröffentlicht.
Im April 2008 fand eine Deutschland-Tournee statt, bei der Konzerte in Hamburg, Köln, München und Berlin gespielt wurden. Außerdem waren sie am 6. April 2008 in Zürich und standen einen Tag später am „Rocksound-Festival“ in Huttwil auf der Bühne. Am 9. Juni 2009 fand das vorerst einzige Konzert der Europatour in Österreich (Wien, The Arena) statt. Im Herbst 2008 spielte Simple Plan ein Konzert in einem Maislabyrinth in der Nähe von Frankfurt am Main. Außerdem fanden im November 2008 vier weitere Simple-Plan-Konzerte in Dortmund, München, Berlin und Köln statt. Als Vorgruppen spielten Kids in Glass Houses und Zebrahead.
Im Rahmen der offiziellen Abschlussfeier der Olympischen Winterspiele 2010 in Vancouver spielte Simple Plan das Stück Your Love Is a Lie.

### Get Your Heart On(2010 bis 2013)
Im Sommer 2010 spielte Simple Plan bei einigen Open Airs, wo sie unter anderem das Stück You Suck at Love vorstellte. Am 31. März 2011 veröffentlichte Simple Plan auf ihrer Homepage den neuen Song Can’t Keep My Hands off You. Auf dem Lied ist Rivers Cuomo, der Sänger von Weezer zu hören. Eine andere Version wurde für den Soundtrack des Kinofilms Prom – Die Nacht deines Lebens verwendet. Am 25. April 2011 wurde Jet Lag, der erste offizielle Song des neuen Albums, auf ihrer Homepage veröffentlicht. Der Song existiert in zwei Versionen: eine englische Version zusammen mit Natasha Bedingfield und eine französische Fassung zusammen mit Marie-Mai. Das Album wurde schließlich am 21. Juni 2011 veröffentlicht. Auch bei der dritten Single Summer Paradise wurden zwei Versionen veröffentlicht, eine mit dem kanadischen Rapper K’naan und eine mit dem jamaikanischen Dancehall- und Reggae-Sänger Sean Paul. Es gibt seit dem März 2013 auch noch eine Version von Summer Paradise mit dem Sänger Taka von der japanischen Rockband One Ok Rock, die während der Japantour aufgenommen wurde.
Am 29. November 2013 wurde das Album um die EP Get Your Heart On – The Second Coming! ergänzt, auf der sieben B-Seiten enthalten sind.

### Taking One for the Team(seit 2014)
Im Jahr 2014 häuften sich die Berichte, dass die Band an neuem Material arbeitet und dabei von anderen Künstlern unterstützt wird. Darunter waren die Band 3OH!3 sowie Mark Hoppus von Blink-182 und Alex Gaskarth von All Time Low. Auf einer Wohltätigkeitsveranstaltung der bandeigenen Stiftung Simple Plan Foundation im November 2014 präsentierte die Band den Song Boom. Dieser ist auf dem fünften Album Taking One for the Teamder Band enthalten, das am 19. Februar 2016 erschien.
Vier Titel davon, Opinion Overload, Boom, I Don’t Wanna Go to Bed und I Don’t Wanna Be Sad, wurden bereits vorab veröffentlicht, die restlichen zehn folgten mit der Album-Veröffentlichung.

### Harder Than It Looks(seit 2022)
Am 6. Mai 2022 erschien ihr sechstes Album Harder Than It Looks.

## Diskografie
Studioalben

| Jahr | Titel                            | Höchstplatzierung, Gesamtwochen, AuszeichnungChartplatzierungen (Jahr, Titel, Platzierungen, Wochen, Auszeichnungen, Anmerkungen) | Höchstplatzierung, Gesamtwochen, AuszeichnungChartplatzierungen (Jahr, Titel, Platzierungen, Wochen, Auszeichnungen, Anmerkungen) | Höchstplatzierung, Gesamtwochen, AuszeichnungChartplatzierungen (Jahr, Titel, Platzierungen, Wochen, Auszeichnungen, Anmerkungen) | Höchstplatzierung, Gesamtwochen, AuszeichnungChartplatzierungen (Jahr, Titel, Platzierungen, Wochen, Auszeichnungen, Anmerkungen) | Höchstplatzierung, Gesamtwochen, AuszeichnungChartplatzierungen (Jahr, Titel, Platzierungen, Wochen, Auszeichnungen, Anmerkungen) | Höchstplatzierung, Gesamtwochen, AuszeichnungChartplatzierungen (Jahr, Titel, Platzierungen, Wochen, Auszeichnungen, Anmerkungen) | Anmerkungen                                                  |
| Jahr | Titel                            | DE | AT | CH | UK | US | CA | Anmerkungen                                                  |
| ---- | -------------------------------- | --- | --- | --- | --- | --- | --- | ------------------------------------------------------------ |
| 2002 | No Pads, No Helmets … Just Balls | — | — | — | UK— SilberUK | US35 ×2Doppelplatin · (69 Wo.)US                                                                                                  | CA— ×2DoppelplatinCA | Erstveröffentlichung: 19. März 2002 Verkäufe: + 2.437.500    |
| 2004 | Still Not Getting Any …          | DE16 (11 Wo.)DE | AT5 (19 Wo.)AT | CH22 (38 Wo.)CH | UK— SilberUK | US3 Platin · (49 Wo.)US | CA2 ×4Vierfachplatin · (8 Wo.)CA                                                                                                  | Erstveröffentlichung: 26. Oktober 2004 Verkäufe: + 1.960.000 |
| 2008 | Simple Plan                      | DE10 (21 Wo.)DE | AT9 (10 Wo.)AT | CH7 (16 Wo.)CH | UK31 (3 Wo.)UK | US14 (8 Wo.)US | CA2 Platin · (8 Wo.)CA | Erstveröffentlichung: 12. Februar 2008 Verkäufe: + 240.000   |
| 2011 | Get Your Heart On!               | DE10 (7 Wo.)DE | AT22 (4 Wo.)AT | CH7 (12 Wo.)CH | UK71 (1 Wo.)UK | US52 (1 Wo.)US | CA2 Gold · (5 Wo.)CA | Erstveröffentlichung: 21. Juni 2011                          |
| 2016 | Taking One for the Team          | DE30 (1 Wo.)DE | AT18 (2 Wo.)AT | CH10 (3 Wo.)CH | UK44 (2 Wo.)UK | US94 (1 Wo.)US | CA4 (4 Wo.)CA | Erstveröffentlichung: 19. Februar 2016                       |
| 2022 | Harder Than It Looks             | DE82 (1 Wo.)DE | AT59 (1 Wo.)AT | CH36 (1 Wo.)CH | — | — | CA84 (1 Wo.)CA | Erstveröffentlichung: 6. Mai 2022                            |

## Auszeichnungen
ADISQ
- 2006: in der Kategorie „Artiste s’étant illustré le plus hors Québec“

CASBY Awards
- 2002

Juno Awards
- 2006: in der Kategorie „Juno Fan Choice Award“

MuchMusic Video Awards
- 2009: in der Kategorie „MuchMusic Video Award“
- 2008: in der Kategorie „MuchMusic Video Award“
- 2006: in der Kategorie „MuchMusic Video Award“
- 2005: in der Kategorie „MuchMusic Video Award“
- 2004: in der Kategorie „MuchMusic Video Award“
- 2003: in der Kategorie „MuchMusic Video Award“

Teen Choice Award
- 2005: in der Kategorie „Teen Choice Award“

## Trivia
Simple Plan haben drei Stücke zu den Filmen, beziehungsweise der Serie von Scooby-Doo beigesteuert. Grow Up war auf dem Soundtrack zum ersten Film Scooby-Doo und Don’t Wanna Think About You auf dem Soundtrack zum zweiten Film Scooby Doo 2 – Die Monster sind los. Das Stück What’s New Scooby-Doo? ist das Titellied der gleichnamigen Serie, die von 2002 bis 2005 ausgestrahlt wurde.
Stücke von Simple Plan befinden sich auf den Soundtracks mehrerer Spielfilme, etwa Freaky Friday (Happy Together und Perfect), Ein verrückter Tag in New York (Vacation) sowie The New Guy und Im Dutzend Billiger (I’m Just a Kid). In Ein verrückter Tag in New York hat die Gruppe einen Gastauftritt. Dazu ist der Cover-Song Surrender (von Cheap Trick) auf dem Soundtrack von Fantastic Four vertreten. In dem Film Hot Chick – Verrückte Hühner gehört das Lied I’d Do Anything zum Soundtrack.
Pierre Bouvier, Chuck Comeau und Patrick Langlois haben eine eigene Mode-Kollektion: „Role Model Clothing“. Sebastien Lefebvre und Patrick Langlois (ein langjähriger Freund der Band und ehemaliger Webmaster der offiziellen Homepage) haben eine Sendung auf Idobi Radio.